# Eleição municipal de Santo André em 2004
A eleição municipal de Santo André em 2004 foi realizada em dois turnos nos dias 3 de outubro e 30 de outubro de 2004 para eleger  um prefeito, um vice-prefeito e 21 vereadores que seriam responsáveis pela administração da cidade. O prefeito titular era João Avamileno do PT que havia assumido a prefeitura dois anos antes em razão do assassinato do ex-prefeito Celso Daniel. Avamileno tentou a reeleição e foi reeleito em segundo turno, derrotando o ex-prefeito Newton Brandão do PSDB.

## Candidatos
| N° | Prefeito     | Prefeito                                 | Prefeito | Prefeito | Vice-prefeito (a) | Vice-prefeito (a) | Vice-prefeito (a)                       | Vice-prefeito (a) | Vice-prefeito (a)                                                                                       | Coligação Partido(s)                                                                                       | Ref.        |
| N° | Candidato(a) | Candidato(a)                             | Partido  | Cargos relevantes | Candidato(a)      | Candidato(a)      | Candidato(a)                            | Partido           | Cargos relevantes                                                                                       | Coligação Partido(s)                                                                                       | Ref.        |
| -- | ------------ | ---------------------------------------- | -------- | --- | ----------------- | ----------------- | --------------------------------------- | ----------------- | --- | --- | ----------- |
| 12 |              | Dr. Zé Dilson José Dilson de Carvalho    | PDT      | |                   |                   | Maria do Carmo Medina                   | PDT               | | Partido Isolado                                                                                            | [ 2 ]       |
| 13 |              | João Avamileno                           | PT       | - Vereador de Santo André (1993-1996) - Vice-prefeito de Santo André (1997-2000) - Prefeito de Santo André (2002-2004)  |                   |                   | Ivete Garcia                            | PT                | - Vereadora de Santo André (1997-2004) - 33.ª Presidente da Câmara Municipal de Santo André (2003-2004) | Santo André Continuando a Mudança (PT, PCB, PV, PCdoB)                                                     | [ 3 ] [ 4 ] |
| 15 |              | Wilson Bianchi Wilson Aparecido Bianchi  | PMDB     | |                   |                   | José Carlos Pereira                     | PMN               | | Renova Santo André (PMDB, PMN)                                                                             | [ 5 ] [ 6 ] |
| 16 |              | Edgard Edgard Fernandes Neto             | PSTU     | |                   |                   | Taveira José Carlos Taveira             | PSTU              | | Partido Isolado                                                                                            |             |
| 27 |              | Galileo Galileo Gomes Silveira           | PSDC     | |                   |                   | Jonatas Buru Anderson de Oliveira Alves | PSDC              | | Partido Isolado                                                                                            | [ 7 ]       |
| 29 |              | Vladimir Stein Vladimir dos Santos Stein | PCO      | |                   |                   | Miguel Miguel Adolfo Palma              | PCO               | | Partido Isolado                                                                                            |             |
| 45 |              | Newton Brandão Newton da Costa Brandão   | PSDB     | - Prefeito de Santo André (1969-1963) (1983-1988) (1993-1996) - Deputado Estadual por São Paulo (1991-1992) (1999-2003) |                   |                   | Duílio Pisaneschi                       | PTB               | - Deputado Federal por São Paulo (1995-2003)                                                            | Frente Andreense (PSDB, PTB, PP, PSL, PTN, PSC, PL, PPS, PFL, PAN, PRTB, PHS, PTC, PSB, PRP, PRONA, PTdoB) | [ 8 ] [ 9 ] |

## Resultados da eleição para prefeito
| Candidato               | Vice                        | 1.º Turno 3 de outubro de 2004 | 1.º Turno 3 de outubro de 2004 | 2.º Turno 31 de outubro de 2004 | 2.º Turno 31 de outubro de 2004 |
| Candidato               | Vice                        | Votação                        | Votação                        | Votação                         | Votação                         |
| Candidato               | Vice                        | Total                          | %                              | Total                           | %                               |
| ----------------------- | --------------------------- | ------------------------------ | ------------------------------ | ------------------------------- | ------------------------------- |
| João Avamileno (PT)     | Ivete Garcia (PT)           | 176.874                        | 46,42%                         | 203.321                         | 53,48%                          |
| Newton Brandão (PSDB)   | Duílio Pisaneschi (PTB)     | 161.087                        | 42,27%                         | 176.828                         | 46,52%                          |
| Wilson Bianchi (PMDB)   | José Carlos Pereira (PMN)   | 23.440                         | 6,15%                          | Não participaram                | Não participaram                |
| Dr. Zé Dilson (PDT)     | Maria do Carmo Medina (PDT) | 15.661                         | 4,11%                          | Não participaram                | Não participaram                |
| Galileo Silveira (PSDC) | Jonatas Buru (PSDC)         | 2.695                          | 0,71%                          | Não participaram                | Não participaram                |
| Edgard Fernandes (PSTU) | Carlos Taveira (PSTU)       | 1.074                          | 0,28%                          | Não participaram                | Não participaram                |
| Vladimir Stein (PCO)    | Miguel Palma (PCO)          | 238                            | 0,06%                          | Não participaram                | Não participaram                |
| Total de votos válidos  | Total de votos válidos      | 381.069                        | 100,00%                        | 380.149                         | 100,00%                         |
| Votos apurados          |                             |                                |                                |                                 |                                 |
| Votos válidos           | Votos válidos               | 381.069                        | 87,11%                         | 380.149                         | 91,58%                          |
| Votos em branco         | Votos em branco             | 19.546                         | 4,47%                          | 9.139                           | 2,20%                           |
| Votos nulos             | Votos nulos                 | 36.816                         | 8,42%                          | 25.805                          | 6,22%                           |
| Total de votos apurados | Total de votos apurados     | 437.431                        | 100,00%                        | 415.093                         | 100,00%                         |
| Eleitores               |                             |                                |                                |                                 |                                 |
| Comparecimento          | Comparecimento              | 437.431                        | 85,11%                         | 415.093                         | 80,77%                          |
| Abstenções              | Abstenções                  | 76.497                         | 14,89%                         | 98.835                          | 19,23%                          |
| Total de eleitores      | Total de eleitores          | 513.928                        | 100,00%                        | 513.928                         | 100,00%                         |

## Câmara de Vereadores
Para o quadriênio 2005-2008, foram eleitos 21 vereadores.
| Vereadores eleitos em Santo André - 2004 | Vereadores eleitos em Santo André - 2004 | Vereadores eleitos em Santo André - 2004 | Vereadores eleitos em Santo André - 2004 | Vereadores eleitos em Santo André - 2004 |
| Candidato (a)                            | Partido                                  | Coligação                                | Votação                                  | Votação                                  |
| Candidato (a)                            | Partido                                  | Coligação                                | Votos                                    | %                                        |
| ---------------------------------------- | ---------------------------------------- | ---------------------------------------- | ---------------------------------------- | ---------------------------------------- |
| Aidan Ravin                              | PDT                                      | Partido Isolado                          | 10.019                                   | 2,57%                                    |
| Geraldo Aparecido Juliano                | PMDB                                     | PMDB, PMN                                | 8.185                                    | 2,10%                                    |
| Luiz Zacarias                            | PL                                       | PL, PTC, PRONA                           | 7.121                                    | 1,83%                                    |
| José de Araújo                           | PMDB                                     | PMDB, PMN                                | 4.795                                    | 1,23%                                    |
| Jurandir Gallo                           | PT                                       | PT, PCdoB                                | 4.420                                    | 1,13%                                    |
| Antônio Leite da Silva                   | PT                                       | PT, PCdoB                                | 4.135                                    | 1,06%                                    |
| Aparecido Donizeti Pereira               | PV                                       | PCB, PV                                  | 4.085                                    | 1,05%                                    |
| Marcos Antônio Medeiros                  | PSDB                                     | PSC, PSDB                                | 3.837                                    | 0,98%                                    |
| Maria Ferreira de Souza                  | PT                                       | PT, PCdoB                                | 3.753                                    | 0,96%                                    |
| Montorinho                               | PT                                       | PT, PCdoB                                | 3.667                                    | 0,94%                                    |
| Dinah Zekcer                             | PTB                                      | PTB, PSL, PRP                            | 3.618                                    | 0,93%                                    |
| Heleni Paiva                             | PT                                       | PT, PCdoB                                | 3.567                                    | 0,91%                                    |
| Claudio Malatesta                        | PT                                       | PT, PCdoB                                | 3.552                                    | 0,91%                                    |
| Samuel Siqueira                          | PSDB                                     | PSC, PSDB                                | 3.313                                    | 0,85%                                    |
| Carlos Roberto Ferreira                  | PDT                                      | Partido Isolado                          | 3.089                                    | 0,79%                                    |
| José Ricardo Dias                        | PSB                                      | PTN, PSB                                 | 3.069                                    | 0,79%                                    |
| Carlos Raposo                            | PV                                       | PCB, PV                                  | 3.010                                    | 0,77%                                    |
| Marcelo Chehade                          | PSDB                                     | PSC, PSDB                                | 2.862                                    | 0,73%                                    |
| Itamar Fernandes                         | PFL                                      | PP, PPS, PFL                             | 2.605                                    | 0,67%                                    |
| Paulo Serra                              | PFL                                      | PP, PPS, PFL                             | 2.599                                    | 0,67%                                    |
| Airton José Bicaro                       | PSDB                                     | PSC, PSDB                                | 2.576                                    | 0,66%                                    |
| Total de votos válidos                   | Total de votos válidos                   | Total de votos válidos                   | 390.096                                  | 89,18%                                   |
| Votos Apurados                           |                                          |                                          |                                          |                                          |
| Votos válidos                            | Votos válidos                            | Votos válidos                            | 390.096                                  | 89,18%                                   |
| Votos em branco                          | Votos em branco                          | Votos em branco                          | 22.209                                   | 5,08%                                    |
| Votos nulos                              | Votos nulos                              | Votos nulos                              | 25.126                                   | 5,74%                                    |
| Total de votos apurados                  | Total de votos apurados                  | Total de votos apurados                  | 437.431                                  | 85,06%                                   |
| Eleitores                                |                                          |                                          |                                          |                                          |
| Comparecimento                           | Comparecimento                           | Comparecimento                           | 437.431                                  | 85,06%                                   |
| Abstenções                               | Abstenções                               | Abstenções                               | 76.829                                   | 14,94%                                   |
| Total de eleitores                       | Total de eleitores                       | Total de eleitores                       | 514.260                                  | 100%                                     |

| Legenda | Legenda      |
| ------- | ------------ |
|         | Reeleito (a) |

| Coligações Partidárias - Câmara de Vereadores | Coligações Partidárias - Câmara de Vereadores | Coligações Partidárias - Câmara de Vereadores |
| Partidos                                      | Denominação                                   | Eleitos                                       |
| Partidos                                      | Denominação                                   | Assentos                                      |
| --------------------------------------------- | --------------------------------------------- | --------------------------------------------- |
| PT, PCdoB                                     |                                               | 6                                             |
| PMDB, PMN                                     | Renova Santo Andre                            | 2                                             |
| PCB, PV                                       | A Cidade É Você                               | 2                                             |
| PP, PPS, PFL                                  | Santo André Melhor                            | 2                                             |
| PTB, PSL, PRP                                 | A Frente Andreense                            | 1                                             |
| PL, PTC, PRONA                                |                                               | 1                                             |